# Никола Јојић
Никола Јојић (Чачак, 15. септембар 2003) српски је фудбалер. Тренутно игра за Стоук Сити.

## Каријера
Јојић је у млађим категоријама наступао за Младост-радост из родног Чачка, краљевачки Аполон те Младост из Лучана. За први тим лучанске Младости дебитовао је на сусрету 2. кола Суперлиге Србије за такмичарску 2021/22, заменивши на терену Зарију Ламбулића у поразу од Црвене звезде. Одмах затим, почео је следећу утакмицу против Напретка у Крушевцу и учествовао у акцији која је претходила аутоголу домаће екипе за вођство Младости. Запажен учинак остварио је и током зимских припрема првог тима. Исте сезоне био је један од носилаца игре омладинског састава, а такмичење је окончао као најбољи стрелац Омладинске лиге Србије. Постигао је оба поготка у победи над суботичким Спартаком резултатом 2 : 1 и изабран за најбољег играча 37. кола Суперлиге Србије. На отварању нове сезоне, у којој је задужио дрес са бројем 10, Јојић је изнудио једанаестерац против суботичког Спартака. У трећем колу је асистирао код поготка Николе Лековића када је његов тим претрпео пораз од Црвене звезде. На сусрету наредног кола Јојић је био стрелац из слободног ударца у поразу на гостовању Колубари у Лазаревцу. На сусрету са Вождовцем, који је Младост изгубила као домаћин, Јојић је био асистент Милану Бојовићу за једини погодак своје екипе на сусрету. Против ивањичког Јавора био је стрелац и двоструки асистент у убедљивој победи свог тима, резултатом 4 : 1. До репрезентативне паузе у септембру 2022. погодио је још против ТСЦ-а. У победи над Напретком од 3 : 1 био је асистент код поготка Владимира Радивојевића. Током друге половине октобра погодио је из пенала на сусрету Купа Србије са новобеоградским Радничким, а затим и у ремију са Спартаком у Суботици. На затварању јесењег дела сезоне, против Колубаре, Јојић је био двоструки асистент, док је над њим скривљен и једанаестерац који није искоришћен. Током зимских припрема у Анталији 2023. Јојић је био стрелац 4 поготка. На првом такмичарском сусрету, исте године, Јојић је погодио у поразу од нишког Радничког на Чаиру. На истом месту је у доигравању био асистент код поготка Александра Варјачића. У колу Суперлиге, Јојић је био стрелац јединог поготка за минималну победу над Јавором у Ивањици, док је на затварању такмичарске 2022/23. забележио погодак и асистенцију против екипе новосадске Младости.
У августу 2023. Јојић је остварио инострани трансфер у Стоук Сити. С тим клубом је потписао четворогодишњи уговор и задужио дрес с бројем 21. Дебитовао је у другом колу Лига купа, против Ротерам јунајтеда. Неколико дана касније је дебитовао и у Чемпионшипу, ушавши у игру у завршници сусрета с Престон Норт Ендом.

## Репрезентација
Селектор омладинске репрезентације Србије, Александар Јовић, уврстио га је у састав играча за Европско првенство у јуну 2022. Дебитовао је на првој утакмици тог такмичења, против Израела, заменивши на терену Игора Миладиновића у 80. минуту сусрета. Наступио је и на преостала два сусрета у групној фази, после које је екипа Србије окончала своје учешће. Селектор младе репрезентације Србије, Горан Стевановић, упутио је Јојићу позив за пријатељску утакмицу са Бугарском у септембру 2022. Наступио је на последњих неколико минута сусрета с Енглеском, у оквиру квалификација за Европско првенство, када је Србија поражена резултатом 9 : 1.

## Статистика

### Клупска
Ажурирано 13. октобра 2023.
| Клуб           | Сезона   | Лига             | Лига    | Лига   | Национални куп | Национални куп | Лига куп | Лига куп | Европа  | Европа | Остало  | Остало | Укупно  | Укупно |
| Клуб           | Сезона   | Дивизија         | Наступа | Голова | Наступа        | Голова         | Наступа  | Голова   | Наступа | Голова | Наступа | Голова | Наступа | Голова |
| -------------- | -------- | ---------------- | ------- | ------ | -------------- | -------------- | -------- | -------- | ------- | ------ | ------- | ------ | ------- | ------ |
|                |          |                  |         |        |                |                |          |          |         |        |         |        |         |        |
| Младост Лучани | 2020/21. | Суперлига Србије | 0       | 0      | 0              | 0              | —        | —        | —       | —      | —       | —      | 0       | 0      |
| Младост Лучани | 2021/22. | Суперлига Србије | 5       | 2      | 0              | 0              | —        | —        | —       | —      | —       | —      | 5       | 2      |
| Младост Лучани | 2022/23. | Суперлига Србије | 37      | 7      | 1              | 1              | —        | —        | —       | —      | —       | —      | 38      | 8      |
| Младост Лучани | 2023/24. | Суперлига Србије | 2       | 0      | —              | —              | —        | —        | —       | —      | —       | —      | 2       | 0      |
| Младост Лучани | Укупно   | Укупно           | 44      | 9      | 1              | 1              | —        | —        | —       | —      | —       | —      | 45      | 10     |
|                |          |                  |         |        |                |                |          |          |         |        |         |        |         |        |
| Стоук Сити     | 2023/24. | Чемпионшип       | 1       | 0      | 0              | 0              | 1        | 0        | —       | —      | —       | —      | 2       | 0      |
|                |          |                  |         |        |                |                |          |          |         |        |         |        |         |        |
| Каријера       | Каријера | Каријера         | 45      | 9      | 1              | 1              | 1        | 0        | —       | —      | —       | —      | 47      | 10     |
|                |          |                  |         |        |                |                |          |          |         |        |         |        |         |        |

### Утакмице у дресу репрезентације
| Репрезентација Србије у узрасту до 19 година старости | Репрезентација Србије у узрасту до 19 година старости                    | Репрезентација Србије у узрасту до 19 година старости                    | Репрезентација Србије у узрасту до 19 година старости                    | Репрезентација Србије у узрасту до 19 година старости                    | Репрезентација Србије у узрасту до 19 година старости                    | Репрезентација Србије у узрасту до 19 година старости                    | Репрезентација Србије у узрасту до 19 година старости | Репрезентација Србије у узрасту до 19 година старости | Репрезентација Србије у узрасту до 19 година старости |
| #                                                     | Датум                                                                    | Такмичење                                                                | Локација                                                                 | Домаћин                                                                  | Резултат                                                                 | Гост                                                                     | Гол                                                   | Реф.                                                  |                                                       |
| ----------------------------------------------------- | ------------------------------------------------------------------------ | ------------------------------------------------------------------------ | ------------------------------------------------------------------------ | ------------------------------------------------------------------------ | ------------------------------------------------------------------------ | ------------------------------------------------------------------------ | ----------------------------------------------------- | ----------------------------------------------------- | ----------------------------------------------------- |
| 1.                                                    | 19. јун 2022.                                                            | Европско првенство                                                       | Стадион ФК Похрон, Жјар на Хрону                                         | Србија                                                                   | 2 : 2                                                                    | Израел                                                                   |                                                       | [ 32 ]                                                |                                                       |
| 2.                                                    | 22. јун 2022.                                                            | Европско првенство                                                       | СНП, Банска Бистрица                                                     | Енглеска                                                                 | 4 : 0                                                                    | Србија                                                                   |                                                       | [ 42 ]                                                |                                                       |
| 3.                                                    | 25. јун 2022.                                                            | Европско првенство                                                       | СНП, Банска Бистрица                                                     | Аустрија                                                                 | 3 : 2                                                                    | Србија                                                                   |                                                       | [ 33 ]                                                |                                                       |
| 3                                                     | Укупан број утакмица, постигнутих погодака и минута проведених на терену | Укупан број утакмица, постигнутих погодака и минута проведених на терену | Укупан број утакмица, постигнутих погодака и минута проведених на терену | Укупан број утакмица, постигнутих погодака и минута проведених на терену | Укупан број утакмица, постигнутих погодака и минута проведених на терену | Укупан број утакмица, постигнутих погодака и минута проведених на терену | 0                                                     |                                                       |                                                       |

| Репрезентација Србије у узрасту до 21 године старости | Репрезентација Србије у узрасту до 21 године старости | Репрезентација Србије у узрасту до 21 године старости | Репрезентација Србије у узрасту до 21 године старости | Репрезентација Србије у узрасту до 21 године старости | Репрезентација Србије у узрасту до 21 године старости | Репрезентација Србије у узрасту до 21 године старости | Репрезентација Србије у узрасту до 21 године старости | Репрезентација Србије у узрасту до 21 године старости | Репрезентација Србије у узрасту до 21 године старости |
| #                                                     | Датум                                                 | Такмичење                                             | Локација                                              | Домаћин                                               | Резултат                                              | Гост                                                  | Гол                                                   | Реф.                                                  |                                                       |
| ----------------------------------------------------- | ----------------------------------------------------- | ----------------------------------------------------- | ----------------------------------------------------- | ----------------------------------------------------- | ----------------------------------------------------- | ----------------------------------------------------- | ----------------------------------------------------- | ----------------------------------------------------- | ----------------------------------------------------- |
| 1.                                                    | 12. октобар 2023.                                     | Квалификације за Европско првенство                   | Стадион Сити Граунд, Нотингем                         | Енглеска                                              | 9 : 1                                                 | Србија                                                |                                                       | [ 35 ]                                                |                                                       |
| 1                                                     | Укупан број утакмица и постигнутих погодака           | Укупан број утакмица и постигнутих погодака           | Укупан број утакмица и постигнутих погодака           | Укупан број утакмица и постигнутих погодака           | Укупан број утакмица и постигнутих погодака           | Укупан број утакмица и постигнутих погодака           | 0                                                     |                                                       |                                                       |